# Ajanta
Ajanta (correcter Ajujnthi) is een dorp in de vroegere heerschappij van Nizam van Haiderabad in India en ligt nu in de Indhadree heuvels in het district Aurangabad, in de staat Maharashtra.
De plaats is beroemd vanwege zijn grothermitages en zalen, waarin indrukwekkende schilderingen op de muren aangebracht zijn. De grotten zijn alle monolithisch, dat wil zeggen bestaande uit één gesteente en dat is inclusief al het beeldhouwwerk.
Sinds 1983 staan de Ajanta-grotten op de lijst van Werelderfgoed van de UNESCO. Al vanaf 1951 zijn de grotten een nationaal monument van India.
Aan de zijkanten van de kloof, oorspronkelijk toegewijd aan een Naga (slangen-koning) begon een gemeenschap van boeddhistische monniken (bhikkhu) met het uithakken van chaitiyas (tempels) en viharas (kloosters). Dit werd gedaan in twee golven, de vroege grotten vanaf 300 v.Chr., de late grotten tussen 250 en 650 n.Chr. tijdens de regering van de Vakataka en Chalukya dynastieën. Met name de latere grotten tonen de grote dagen van artistieke activiteit te Ajanta. De monniken werden ondersteund door schilders, beeldhouwers en timmerlieden. De schilderingen illustreren de verschillende gebeurtenissen uit het leven van prins Gautama Boeddha, de stichter van het boeddhisme en zijn gebaseerd op de Jataka-vertellingen (verhalen over de vorige levens van de Boeddha). Daarnaast zijn er ook schilderingen te zien met Chinese, Griekse en Romeinse invloeden. Enige schilderingen vertellen over het leven aan het hof en over het burgerlijke leven uit die tijd, waarin ook de klederdracht van toen duidelijk herkenbaar is.

## Ontdekking

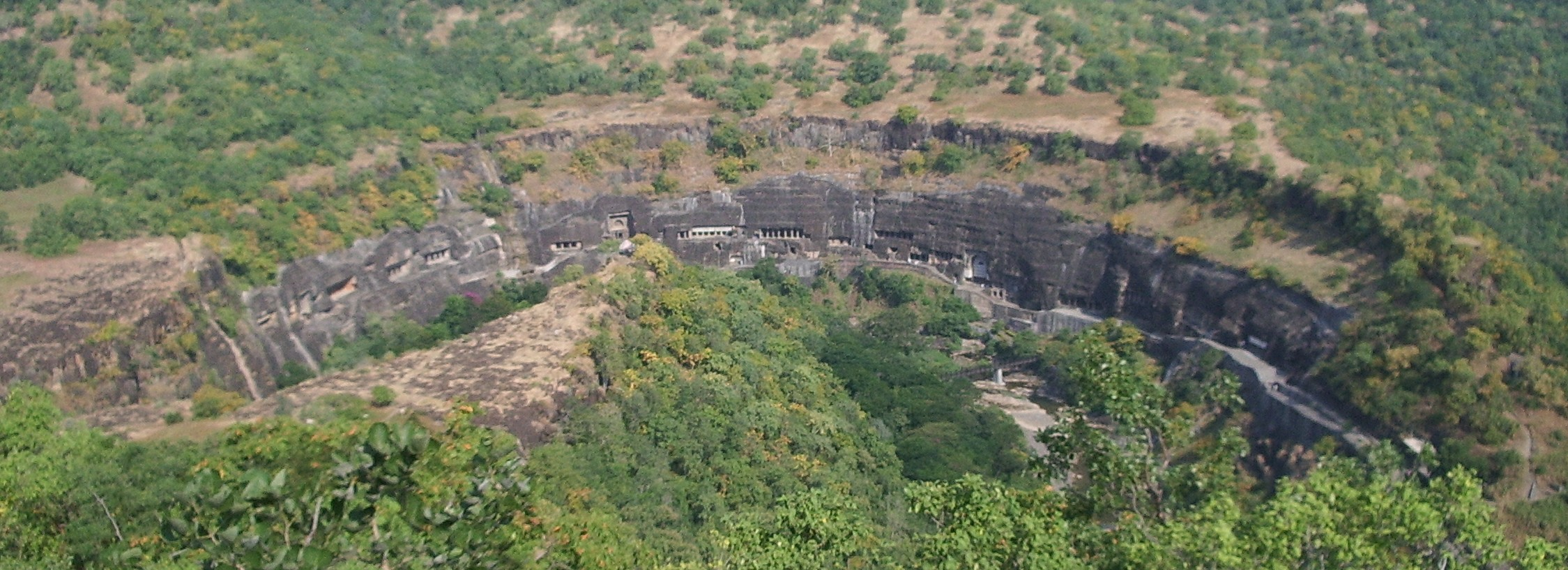
Een overzicht van de grotten

De grotten zijn veel completer dan de grotten van Ellora, die niet ver vanaf Ajanta zijn gelegen. Dit komt doordat de grotten lang verborgen zijn gebleven en zo vernietigingen, die hoofdzakelijk zijn gebeurd tijdens de overheersing van India door de islam, hebben kunnen ontgaan. De grotten werden in 1819 ontdekt door een groep van Britse officieren, geleid door John Smith, tijdens de jacht op een tijger. Hij vernoemde de grotten naar het dorpje Ajanta, dat waarschijnlijk is ontstaan doordat het werd gebruikt als residentie voor de werkers aan het project. In grot 10 is een inscriptie te vinden van John Smith, hoewel betwijfeld wordt of die authentiek is. Na verschillende bezoeken werd uiteindelijk in 1843 door Sir John Malcolm een rapport over de grotten gestuurd aan de Royal Asiatic Society onder de naam Rock-cut Temples of India. Van 1843 tot 1858 werden er kopieën gemaakt van de schilderingen, die vernietigd werden tijdens een brand in het Engelse museum waar ze werden bewaard. Het maken van kopieën werd herhaald in 1896 tot 1897. De eerste foto's werden gemaakt in 1911 en gepubliceerd in 1927.

## Grotten

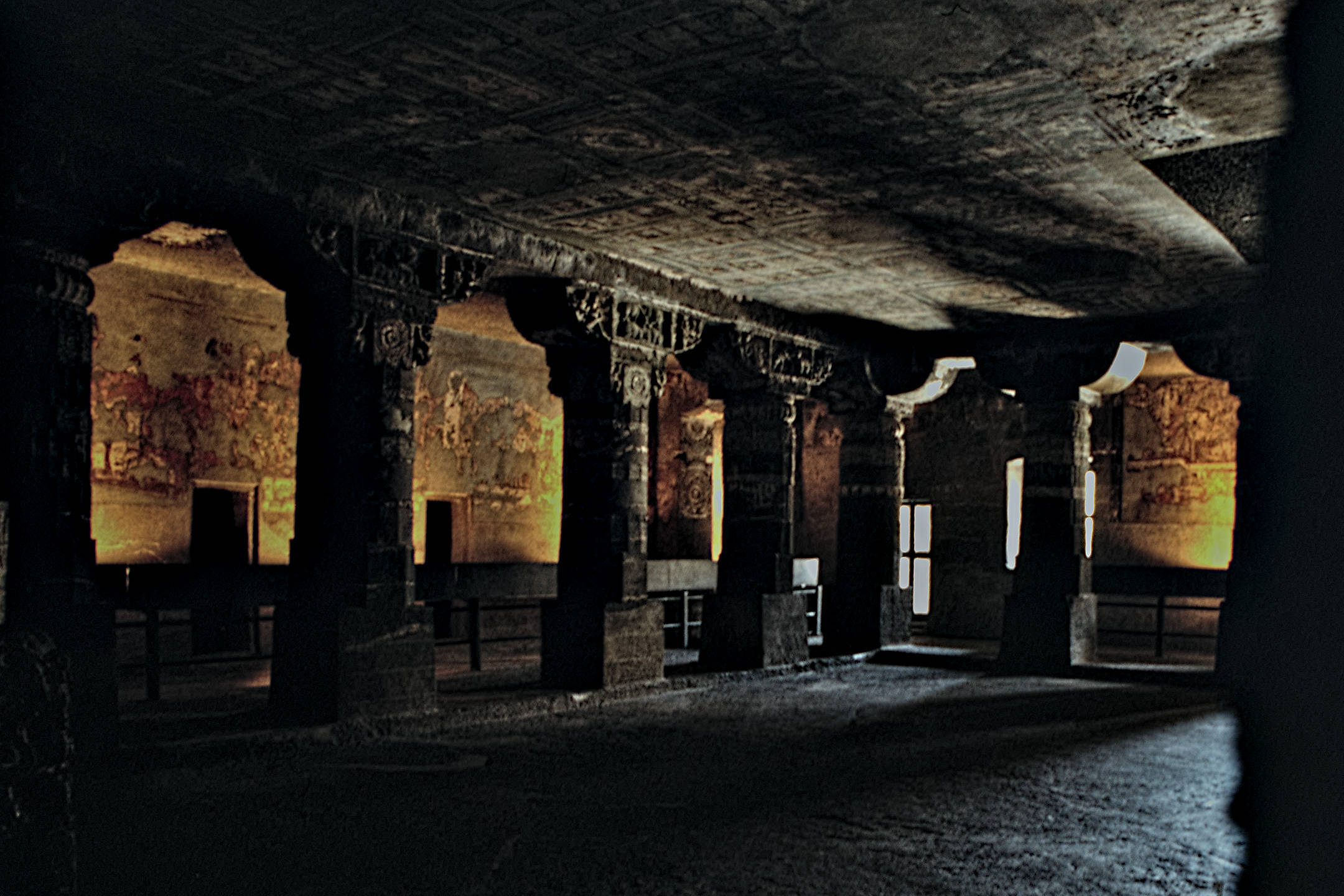
Binnenkant van grot nummer 1 (met schilderingen en zuilen)

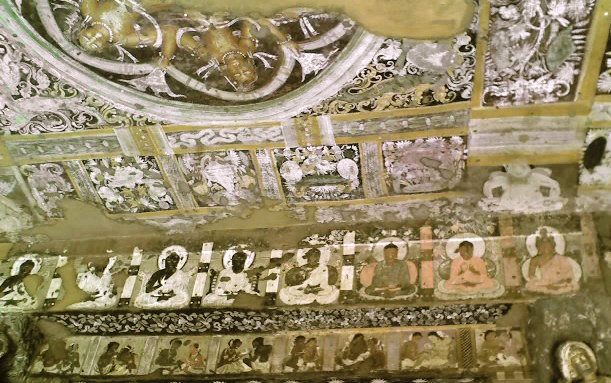
De ingang van grot 17

Er zijn in totaal 29 grotten in Ajanta. De nummering van de grotten is gegeven door archeologen en is niet bepaald door (vermeende) chronologische volgorde van gereedkomen van de grotten.
Grot 1 (geheel rechts) wordt als een van de mooiste kloosters beschouwd. Het is gemaakt het einde van de vijfde eeuw. In de grot vindt men twintig zuilen die rondom een vierkante binnenplaats zijn geposteerd. In het midden achter in de grot vindt men een Boeddhabeeld. Geheel rondom en ook op het plafond zijn er schilderingen te vinden. Aan de linkerkant van de ingang vindt men de Sibi Jataka, gevolgd door de Samkhapala Jataka, dat verdergaat bij de linkermuur. Hierna volgt op de linkermuur schilderingen uit de Mahajanaka Jataka. Op de rechter achtermuur wordt het verhaal verteld uit de Champeya Jakata. Op het plafond zijn decoratieve motieven geschilderd, die men ook terugvindt in het werk van de plaatselijke textielindustrie.
Grot 2 volgt een gelijke structuur als te vinden is in grot 1, maar er zijn meer beeldhouwwerken te vinden. Ook hier vindt men achter in het klooster een beeld van Boeddha in een nis (schrijn). Op de muren zijn vertellingen afgebeeld uit de Vidhurapandita Jataka.
Grotten 4 en 5 zijn kloosters die niet zijn voltooid. Grot 4 is het grootste klooster in Ajanta.
Grot 6 bestaat uit 2 verdiepingen.
In grot 10, uit het einde van de 1e eeuw n.Chr. en een van de eerste grotten, zijn alleen de Jataka-verhalen uitgebeeld. Het zijn Hinayana-thema’s. De schilderingen in de 1e vihara (tempel) te Ajanta vertegenwoordigen een ietwat verschillende stijl. Ze bestaan uit een aantal panelen met decoratieve motieven en vruchten en bloemvormen.
Grot 17 heeft decoraties uit de Vessantara Jataka. Ook wordt er afgebeeld Indra, hoofd van de goden, met zijn gevolg van hemelse muzikanten.
Op het einde van de 7e eeuw begon het boeddhisme in India te vervallen.

## Beoordeling door de UNESCO
De UNESCO heeft besloten de grotten van Ajanta op te nemen op de werelderfgoedlijst op grond van:
- een unieke artistieke prestatie (criterium I)
- de stijl ontwikkeld in Ajanta had grote invloed in India en erbuiten, met name Java. (criterium II)
- de twee groepen van grotten vertegenwoordigen twee belangrijke momenten in de geschiedenis van India. Het is een getuigenis van de evolutie van Indiase kunst en van de bestemmende rol van het boeddhistische gemeenschap ten tijde van het Guptarijk (criterium III)
- Ajanta is direct verbonden met de geschiedenis van het boeddhisme. (criterium IV)